# Physopyxis
Physopyxis är ett släkte av fiskar. Physopyxis ingår i familjen Doradidae.
Kladogram enligt Catalogue of Life:
| Physopyxis | \| \| Physopyxis ananas \| \| \| \| \| \| Physopyxis cristata \| \| \| \| \| \| Physopyxis lyra \| \| \| \| |
|            | \| \| Physopyxis ananas \| \| \| \| \| \| Physopyxis cristata \| \| \| \| \| \| Physopyxis lyra \| \| \| \| |
|            | Physopyxis ananas                                                                                           |
|            | |
|            | Physopyxis cristata                                                                                         |
|            | |
|            | Physopyxis lyra                                                                                             |
|            | |